# Преслав Ляпчев
Преслав Георгиев Ляпчев е български военен, първият български морски летец лейтенант.

## Биография
Преслав Ляпчев е роден на 26 септември 1886 година в Ресен, тогава в Османската империя. Негов чичо е видният български политик Андрей Ляпчев, който полага големи грижи за възпитанието и образованието на своя племенник. Преслав Ляпчев учи в Битолската българска класическа гимназия до V клас, а след това завършва френския католически колеж „Сен Беноа“ в Цариград. В периода 1907 – 1910 година, като стипендиант на Военното министерство учи във Военноморското училище в Брест, а в следващата 1911 година следва в Апликационната школа към училището. Преслав Ляпчев завършва обичайното за образованието му във Франция околосветско пътешествие и след това постъпва в българския военен флот, където става вахтен офицер на крайцера „Надежда“.
Преслав Ляпчев взима успешно изпит за пилоти-механици на аероплани към Военноинженерната инспекция в началото на април 1912 година, когато е мичман II ранг. Като мичман II ранг е член на един от екипажите при посещението в Ялта в края на април 1912 година на българската делегация под ръководството на председателя на Народното събрание Стоян Данев, придружена от крайцера „Надежда“ и миноносците „Храбри“ и „Смели“. Ляпчев взима участие в Балканската война и при атаката срещу турския крайцер „Хамидие“ в нощта на 8 ноември 1912 година като помощник-командир на миноносеца „Строги“. Произведен е в чин мичман I ранг на 21 декември 1912 година.
Служи в Дунавската флотилия към началото на Първата световна война. Опитва се да получи назначение в XI пехотна македонска дивизия, но без успех. В януари 1916 година командването на българския военен флот. Организира допълнителна команда към германското хидропланно отделение за обучение и подпомагане службата с хидропланите в състав от 9 флотски офицери и 17 моряци, като Ляпчев е един офицерите като мичман I ранг и е назначен за началник на това първо българско военноморско авиационно формирование. Назначен е за първи командир на морската авиобаза „Чайка“.
Заминава за Германия на 20 май 1916 година като част от флотска учебна авиационна команда. Загива на 10 юни 1916 година при катастрофа на самолет по време на тренировъчен полет над крайбрежието на остров Нордернай в Северно море. През 1932 година костите му са пренесени във Варна.

## Семейство
Преслав Ляпчев не е женен и няма деца.

## Военни звания
- Мичман II ранг (19 октомври 1910, старшинство 4 октомври 1909)
- Мичман I ранг (21 декември 1912)